# Hansnes
Hansnes est une localité du comté de Troms, en Norvège .

## Géographie
Hansnes est situé sur l'île de Ringvassøya au bord du Langsundet en face de l'île de Reinøya.
Administrativement, Hansnes fait partie de la kommune de Karlsøy. est situé au bord du Langsundet

## Transports
La localité est située à l'extrémité Nord de la route départementale 863 qui longe la côte est Kvaløya et de Ringvassøya.
Hansnes est le port de départ des ferrys pour Karlsøy, Vannøya et Reinøya.

## Quelques vues de Hansnes

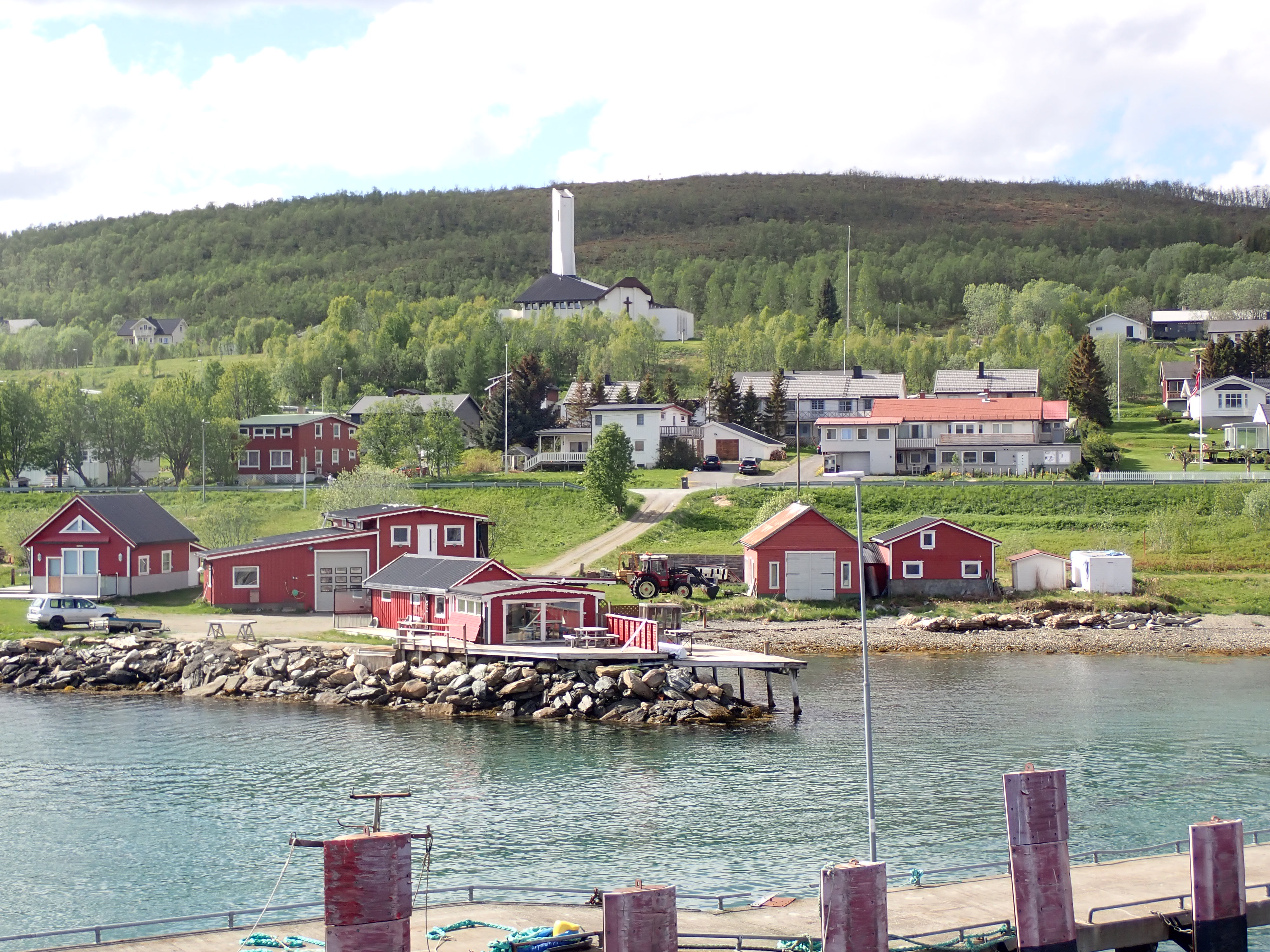
Hansnes et église Ringvassøy
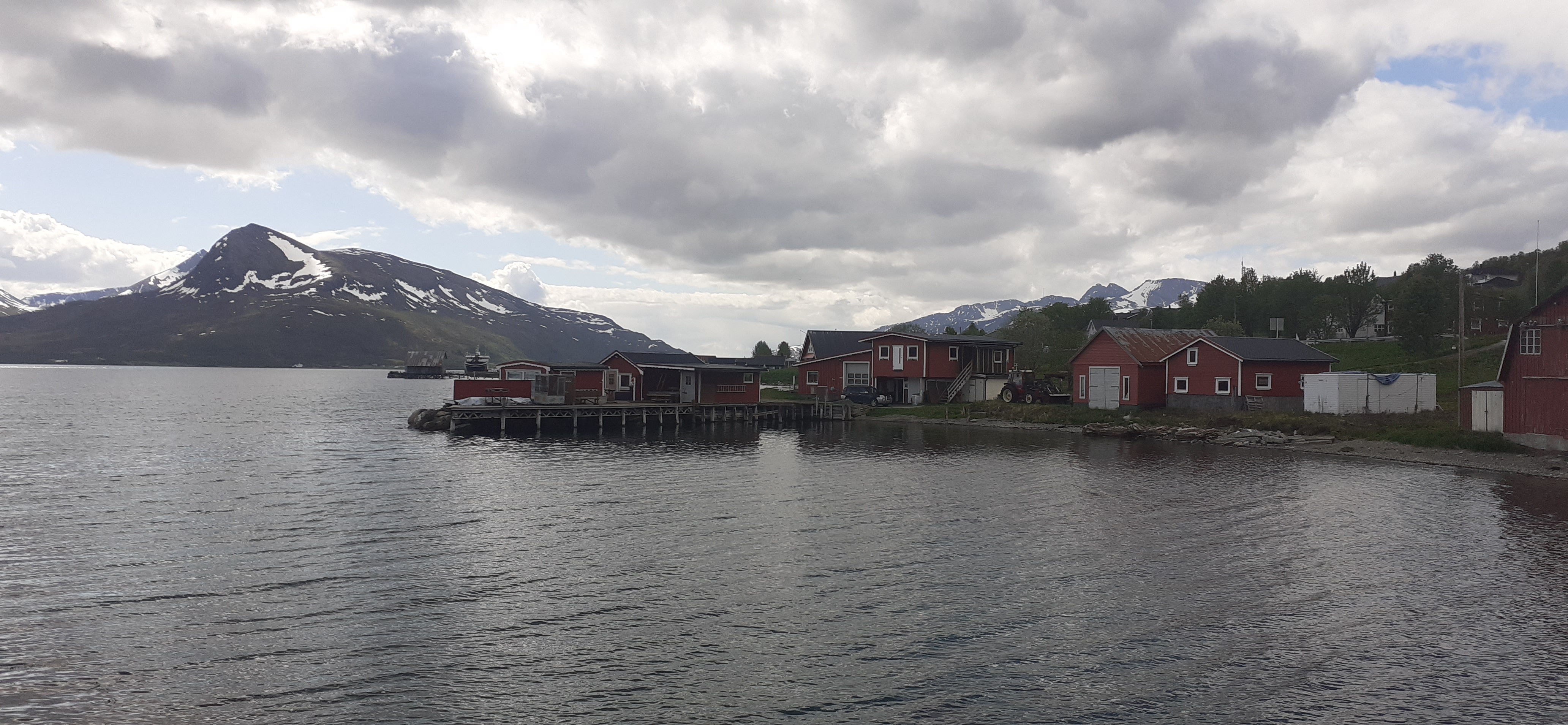
Vue de Hansnes devant Reinskartinden de l'autre coté du Langsundet.